# 강릉 김씨 3위 정려
강릉 김씨 3위 정려는 대한민국 충청남도 천안시 동남구 병천면 도원리에 있다. 1995년 5월 10일 천안시의 향토문화유산 제19호로 지정되었다.

## 개요
열녀, 충신, 효자를 기리는 정려각이다.